# Clerck
Clerck är namnet på flera svenska adelsätter. Adliga ätten af Klercker anses traditionellt vara av samma ursprung som ätterna 433 och 442.

## Ätterna Clerck nr 433 & 442
Enligt Anrep skall Robert Clerck som levde i Skottland på 1500-talet, och uppges ha tillhört den skotska adelsätten med samma namn, ha varit ättens anfader och farfar till William Clerck.
William Clerck inkom 1606 till Sverige och blev kapten i Skotska regementet. Den senares hustru Malin Dunckham var likaså av skotsk börd. Deras son Hans Klerk samt Richard Clerck adlades 20 augusti respektive 7 december 1648 på bibehållet namn, men introducerades på olika nummer, Richard på nummer 442 och Hans Clerck på 433.
Richard Clerck var enligt Anrep bror till Hans Clerck, men enligt Svenskt biografiskt lexikon antagligen son till en holmamiral Johan Clerck. Richard Clerck blev holmamiral och fick endast barn i sitt andra äktenskap, med Brita Lindorm, men sonen, Hans Clerck, avled ogift varmed ätten nr 442 slocknade år 1710.
Hans Clerck d.ä. var amiralitetsråd, och gift två gånger men fick bara barn i första äktenskapet med Brita Svahn vars mor var en Skytte af Sätra. Döttrarna gifte sig Wrangel af Adinal, Adlerhielm, Kruse af Verchou och Klingspor. Två söner avled i unga år. De återstående sönerna Hans och Lorentz Clerck upphöjdes till friherrar (se nedan). Hans Clerck d.ä. hade en yngre bror, Thomas Clerck, som var häradshövding i Valkebo härad.
Han adopterades på brodern Hans adliga namn och nummer. Han var gift tre gånger. Första hustrun var en Lithman, den andra en Geijer, och den tredje en Thun av samma släkt som Rosenström. Hans ätt slocknade på 1700-talet.

## Friherrliga ätten nr 82
Hans Clerck d.y., nämnd ovan, var bland annat landshövding och president i Göta hovrätt. Hans hustru var Anna Bure, dotter till Jonas Bure d.y. och Märta Bonde. 24 december 1687 upphöjdes han till friherre och introducerades på nummer 82. Döttrarna gifte sig Geete, Appelbom, Ehrenpreus, Drakenhjelm, Wolffelt, Wernfelt, Silfverhielm och Wrede af Elimä. Sonen Carl Clerck stupade vid slaget vid Poltava. Övriga söner avled före fadern. Ätten blev därmed utgången med Hans Clerck.
Hans bror landshövdingen generallöjtnant Lorentz Clerck, blev dock år 1707 adopterad på broderns friherrliga namn och nummer. Med sin hustru friherrinnan Beata Mörner af Morlanda fick han fyra barn, varav en dotter avled i barndomen. Dottern Beata gifte sig Bildstein. Sonen Hans Clerck stupade med sin kusin i Poltava. Yngste sonen Carl Clerck avled ogift 1716, och slöt därmed den friherreliga ätten på svärdssidan.

## Ätten nr 1 382
En annan skotsk släkt Clerck, med annat vapen än den förra, inkom till Sverige med guldsmeden Jacob Clerck, far till guldsmeden Alexander (Sander) Clerck och farfar till rådmannen i Stockholm Jacob Clerck. Hans hustru var Catharina Ekenbom. Deras son hovrättsrådet i Göta hovrätt Jacob Clerck adlades 1699 med bibehållet namn och introducerades på nummer 1382. Hans hustru Magdalena Rudbera var syster till den Johan som adlades Cederbjelke och ättling till Johannes Bureus. Till denna ätt hörde Carl Alexander Clerck, dock en ofrälse gren av den. Den adliga ätten ansågs utgången på 1800-talet.

## Vapensköld beskrivning

### Ätten nr 433
Richard Clerek förde denna sköld när han kom till Sverige och avancerade som holmamiral. Skölden är kvadrerad och består av fyra fält där de återupprepar sig på diagonalen. Första fälten består av ett träd på ett berg eller kullar med två schackrutiga fält bredvid sig. Uppgifter tyder att schackrutorna skulle varit stamvapnet men några skotska belägg att en sådan släkt med sådant namn skulle funnits går inte att tyda.